# Minuskuł 659 (Gregory-Aland)
Minuskuł 659 (wedle numeracji Gregory-Aland), ε 1216 (w numeracji von Sodena) – rękopis Nowego Testamentu, pisany minuskułą na pergaminie w języku greckim. Datowany jest na wiek XII. Na liście Scrivenera rękopis znajduje się pod numerem 637.

## Opis rękopisu
Kodeks zawiera tekst czterech Ewangelii na 293 pergaminowych kartach (20,8 na 16 cm). Tekst pisany jest w jednej kolumnie na stronie, 20 linii w kolumnie.
Tekst podzielony został według Sekcji Ammoniusza (w Marku 241 sekcji, ostatnia sekcja w 16,20), których numery umieszczono na lewym marginesie tekstu, wraz z odniesieniami do Kanonów Euzebiusza.
Zawiera Prolegomena do Ewangelii, tablice κεφαλαια (spis treści) umieszczone przed każdą Ewangelią, noty do czytań liturgicznych (podczas świąt i niedziel) na marginesie tekstu, adnotacje na końcu każdej Ewangelii (tzw. υπογραφαι), oraz ilustracje Ewangelistów.

## Tekst kodeksu
Grecki tekst kodeksu przekazuje tekst bizantyński. Kurt Aland nie zaklasyfikował go do żadnej kategorii rękopisów Nowego Testamentu.
Tekst kodeksu nie był badany według tzw. Claremont Profile Method (trzy rozdziały w Ewangelii Łukasza 1; 10; 20).

## Historia
Kodeks datowany jest obecnie na wiek XII. Rękopis sporządzony został przez kopistę Hilariona. Przywieziony został ze Wschodu do Berlina, wraz z innymi rękopisami. Rękopis przechowywany był w Berlinie w Pruskiej Bibliotece Narodowej, pod numerem katalogowym Graec. quarto 55. Rękopis badany był przez Kirsopp Lake i Silva Lake. W roku 1887 kodeks widział Gregory.
Kiedy pod koniec 1943 roku wzrosła częstotliwość bombardowań Berlina, Pruska Biblioteka Narodowa wysłała część swoich zbiorów (wśród nich minuskuł 659) z Berlina na Śląsk, dla ich bezpiecznego przechowania. W rezultacie powojennych zmian granic Zbiory te znalazły się w Polsce i zostały przewiezione do Biblioteki Uniwersytetu Jagiellońskiego.
Kodeks przechowywany jest obecnie w Bibliotece Jagiellońskiej, w kolekcji "Fonds der Berliner Handschriften" (Graec. quarto 55), w Krakowie.